# Mobiliario en la antigua Roma

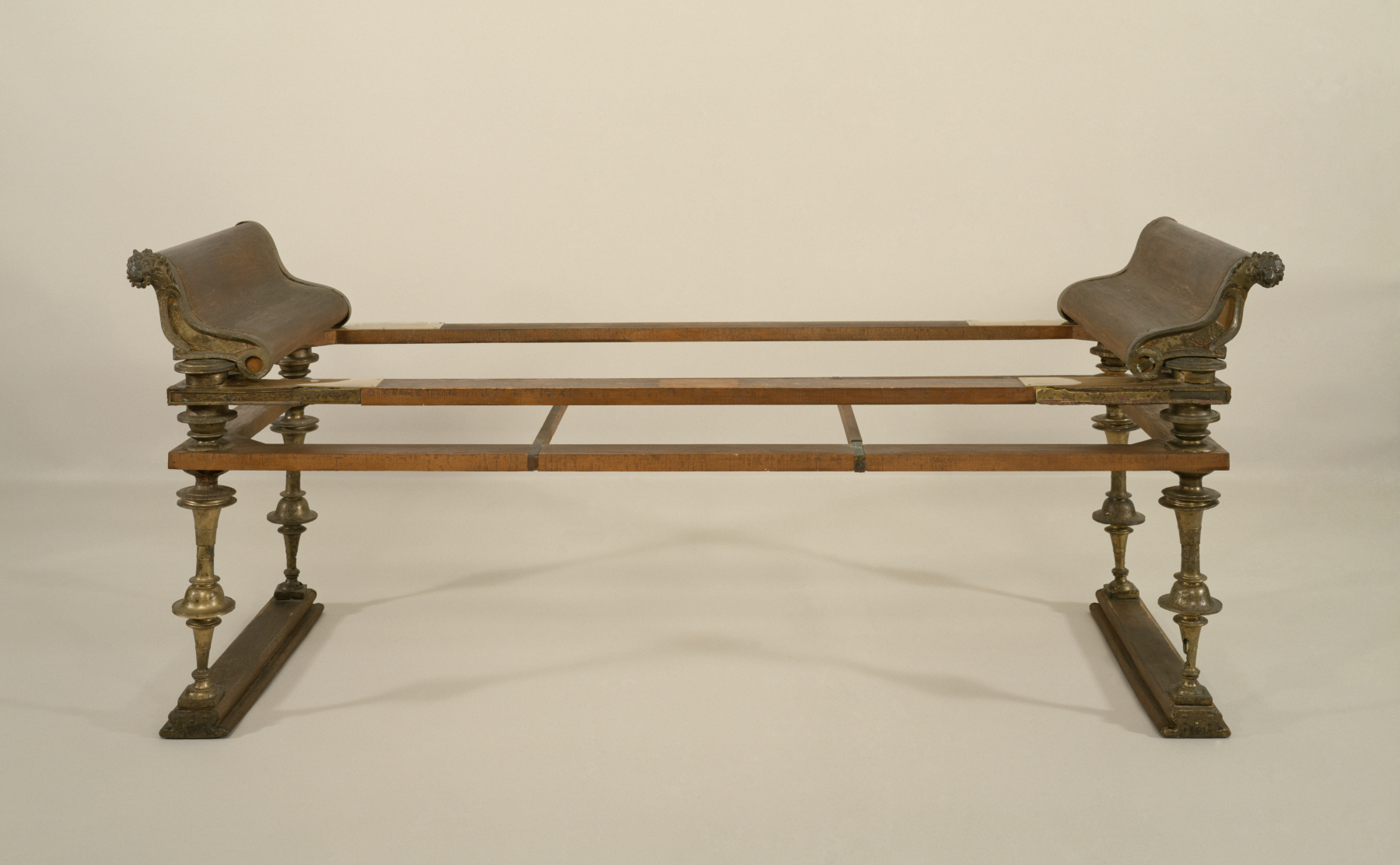
Cama para tumbarse a comer (lectus triclinaris), de metal y madera reconstruida, proveniente de una tumba romana (Museo Walters, Baltimore)

No hay muchas muestras del mobiliario romano, ya que los muebles normalmente eran hechos de madera, que es un material que no aguanta bien el paso del tiempo, pero los más lujosos solían tener una estructura metálica, y gracias a ello son los únicos que han llegado hasta nosotros; los muebles utilizados por las clases acomodadas eran elegantes y poco cargados, en comparación con los estándares de las épocas posteriores, por lo tanto no tan alejados de los gustos del mobiliario actual. Algunos ejemplares hechos totalmente de metal, como los pies de lámpara o los braseros para calentarse o para hacer sacrificios, han sobrevivido; otros quedaron sepultados por la erupción del Vesubio del año 79 d. C. y se carbonizó o bien dejaron agujeros en la roca volcánica que se pueden rellenar con yeso y hacer moldes que nos dan una clara idea de cual era su forma original. Hay constancia de la existencia de muebles de otras clases, que tenían mesas y sillas con soportes de mármol, y también han sobrevivido algunos ejemplos. El mimbre era un material de uso habitual para fabricar butacas.
En general, la tipología y el estilo de los muebles de la antigua Roma seguían los de sus predecesores griegos, tanto los de época clásica como helenística, lo que hace que sea difícil diferenciar las formas romanas de las helenísticas en la mayoría de los casos. La arqueóloga inglesa Gisela M. A. Richter realizó un estudio tipológico útil para seguir la evolución del mobiliario griego hacia sus expresiones romanas. Lo que sabemos de los muebles que utilizaban los romanos deriva principalmente de las pinturas al fresco y las representaciones escultóricas, así como de algunas piezas enteras o fragmentarias y estructuras metálicas que han llegado hasta nosotros, muchas de las cuales preservadas por dicha erupción del Vesubio, provenientes de los yacimientos arqueológicos de Pompeya y Herculano, que también proporcionan una buena cantidad de imágenes de mobiliario a las pinturas murales. También hay ejemplos de mobiliario romano reconstruido en varios museos del mundo, como el Metropolitan Museum of Art de Nueva York y los Museos Capitolinos de Roma.

## Asientos

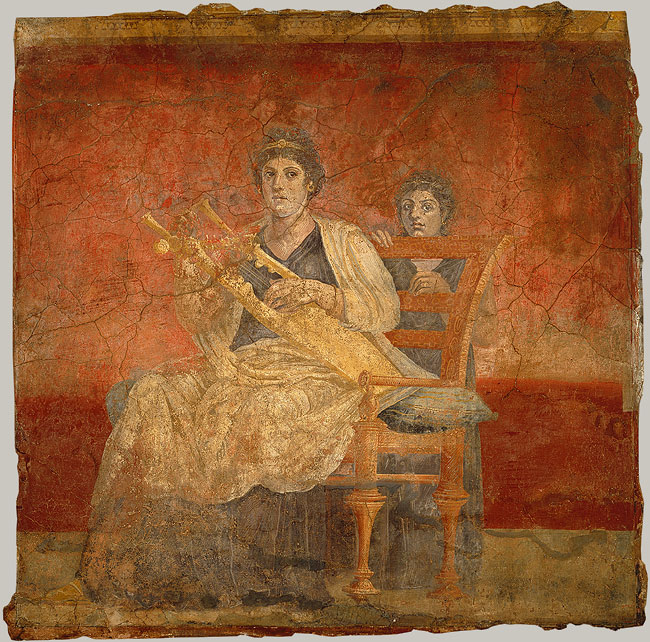
Mujer sentada en una silla tocando la cítara, en una pintura de la villa de Fanni Publi Sinístor (Boscoreale)

La sella, equivalente a nuestro taburete o escabel, o incluso a una silla baja, era el tipo de asiento más habitual durante el período romano, probablemente por la facilidad con que se podía llevar de un lado a otro. Además, la silla, en sus formas más simples, era barata de fabricar. Las sellas eran usadas tanto por los esclavos como por el emperador mismo, aunque las de las clases bajas seguramente eran mucho más sencillas, mientras que la gente acomodada tenía acceso a maderas preciosas, decoradas con incrustaciones de metal, marfil y hojas de plata y pan de oro. Las sellas de bronce de Herculano tenían un asiento cuadrado y patas rectas, travesaños ornamentales, y el asiento llevaba rebajada la zona de reposo de las nalgas, para hacerlas más cómodas. La silla curul (sellas curulis), plegable, era un importante signo de poder en la época romana. Había sellas con respaldo o sin, que se plegaban como una tijera, como las modernas sillas de acampada, para facilitar su transporte.
La cathedra romana era una silla con respaldo, aunque no hay acuerdo a la hora de definir qué significaba exactamente este término en latín. Richter define la cathedra como la versión tardía del elegante klismós griego, silla con respaldo curvado, que según la arqueóloga nunca llegó a ser tan popular como su predecesor helénico. A. T. Croom, en cambio, considera que la cathedra era una silla de mimbre de respaldo alto que utilizaban principalmente las mujeres. También se han representado como asientos de escuela, en la que se sentaba el profesor mientras dictaba la lección a sus alumnos congregados alrededor; era, pues, un símbolo de quien mandaba en clase. Como ocurre también con varios tipos de muebles griegos, en textos latinos aparecen varios tipos de mobiliario romano que no se sabe muy bien a qué correspondían.
El latín solium se considera el equivalente del griego thronos, por menudo se traduce por «trono». Eran como las sillas actuales con respaldo y brazos. Richter distingue entre tres tipos de sellas basadas en prototipos griegos: los tronos de patas curvas, los de patas rectangulares y los grandiosos tronos de lados sólidos, de los que se conservan varios ejemplares hechos de piedra. Además, había otro tipo con respaldo alto y brazos que descansaba sobre una base cilíndrica o cónica, que al parecer provenía de la cultura etrusca.
También estaba el subsellium, un asiento alargado para dos o más personas, que corresponde al banco para sentarse. Los bancos eran vistos como los asientos de la gente humilde y se usaban en granjas, casas de campo y también en las termas. De todos modos, se encuentran asimismo en salas de lectura y en los vestíbulos de los templos, y también hacían la función de asiento de senadores y magistrados. Los bancos de los romanos, como sus antecedentes griegos, eran prácticos para que se pudieran sentar grupos numerosos de gente y eran de uso habitual en teatros, anfiteatros, el Odeón y en cualquier lugar donde se hicieran representaciones públicas. Relacionado con el subsellium pero más pequeño estaba el scamnum, usado al mismo tiempo como banco y como reposapiés.

## Camas

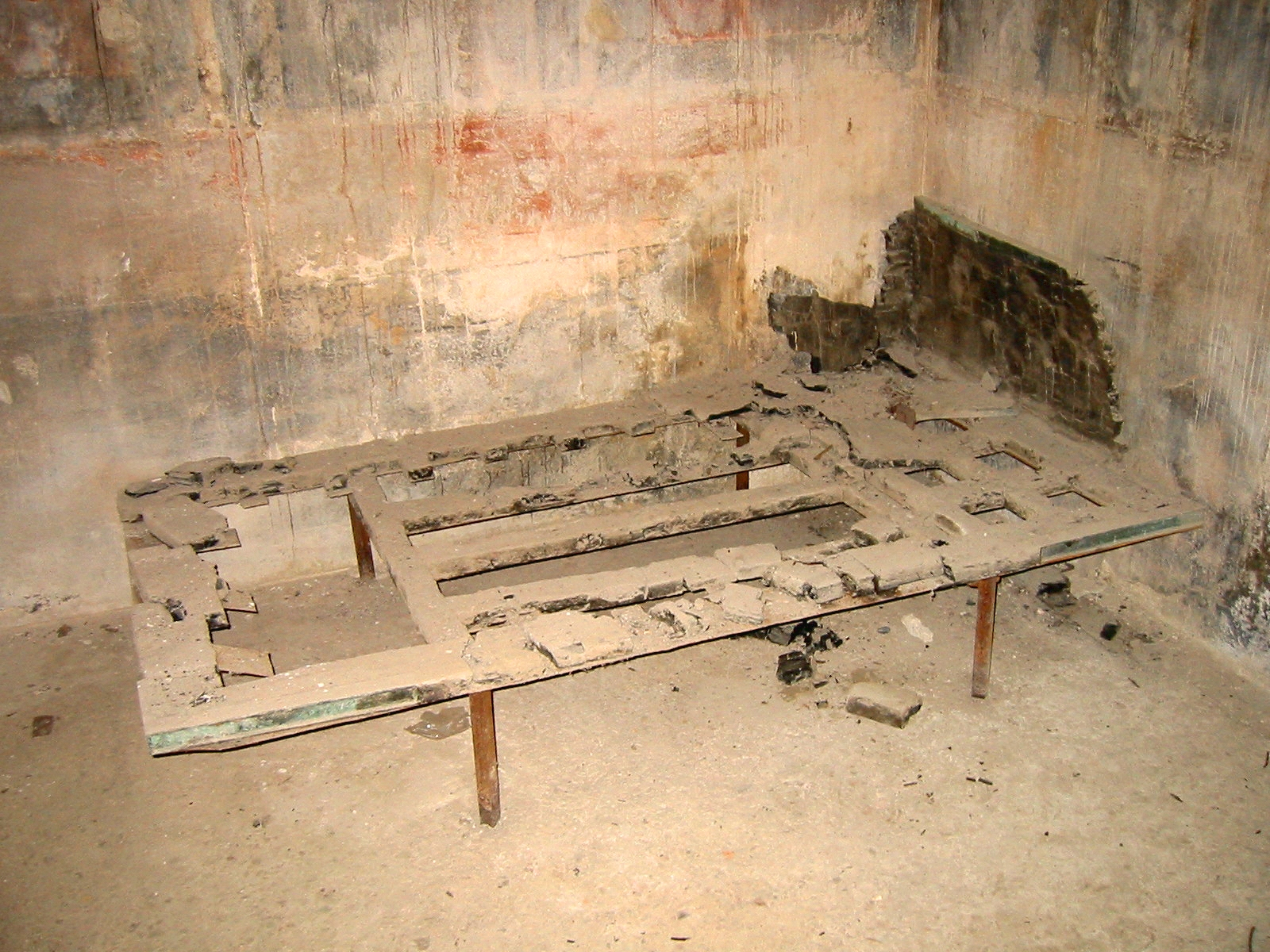
Cama carbonizada de la Casa del Tabique de Madera, en Herculano

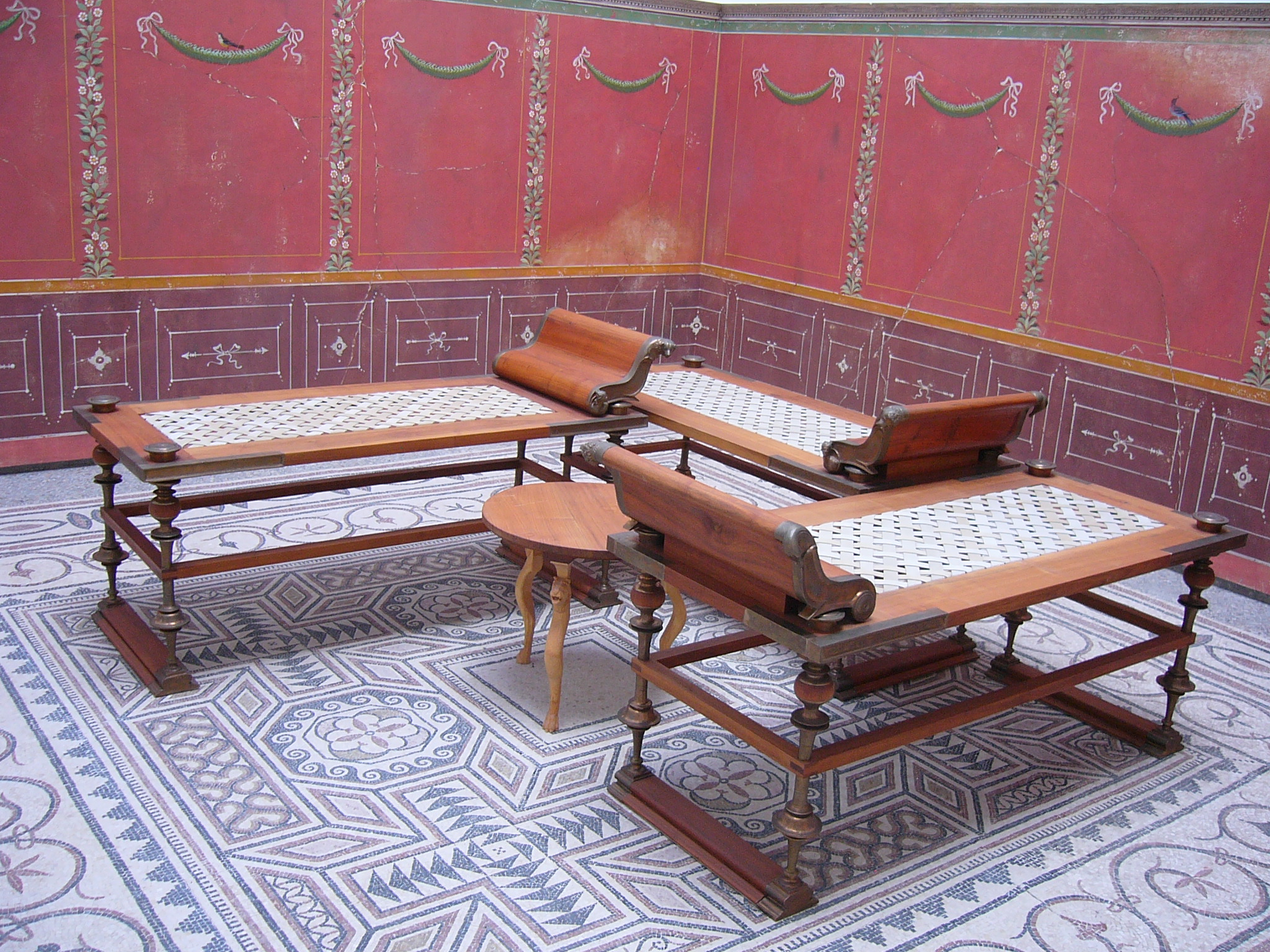
Reconstrucción de lectus triclinaris. Archäologische Staatssammlung, Múnich.

De los muebles empleados, como las camas de esta época, han sobrevivido muy pocos, aunque a veces su estructura en bronce sí lo ha hecho, lo que ha ayudado a reconstruir las formas originales. 
Los romanos tenían muchos tipos de camas o lechos (lectus) para descansar:
- lectus cubicularis, cama de cubículo (cubiculum), para dormir normalmente
- lectus genialis, cama de matrimonio, muy decorada, se colocaba en el atrium, frente a la puerta
- lectus discubitorius o lectus tricliniaris, del griego kline, cama de mesa, en la que los comensales disfrutaban de la comida y la charla recostados sobre su lado izquierdo. En un triclinium generalmente se utilizaban tres, en forma de U, donde el lugar del medio representaba la posición más honorable. De su evolución derivaría la chaise longue.
- lectus lucubratorius, para estudiar
- lectus funebris o emortualis, en donde los muertos eran llevados a la pira[14]

En las familias acomodadas, la cama se utilizaba para dormir en un pequeño cubículo o dormitorio (lectus cubicularis), también había otras para tumbarse a comer en el triclinio o comedor (lectus tricliniaris). Las capas de la población con menos recursos solían usar el mismo mueble para ambas funciones. Probablemente, las dos clases de mueble seguramente se utilizaban indistintamente incluso entre las familias acomodadas, por lo que no siempre es fácil distinguir entre la cama de dormir y la cama de las comidas. La especie de cama más común tenía la forma de una caja rectangular cerrada por tres de los lados, con el otro -uno de los lados largos- abierto para poder acceder. Mientras que algunos tipos de camas se hacían en madera, otras tenían unas estructuras inclinadas en los extremos, llamadas fulcro, para poder colocar mejor el cojín. El fulcrum de las camas más elaborados que se usaban en los triclinios, a menudo estaban suntuosamente decorados con adornos de marfil, bronce, cobre, oro y plata.

## Mesas

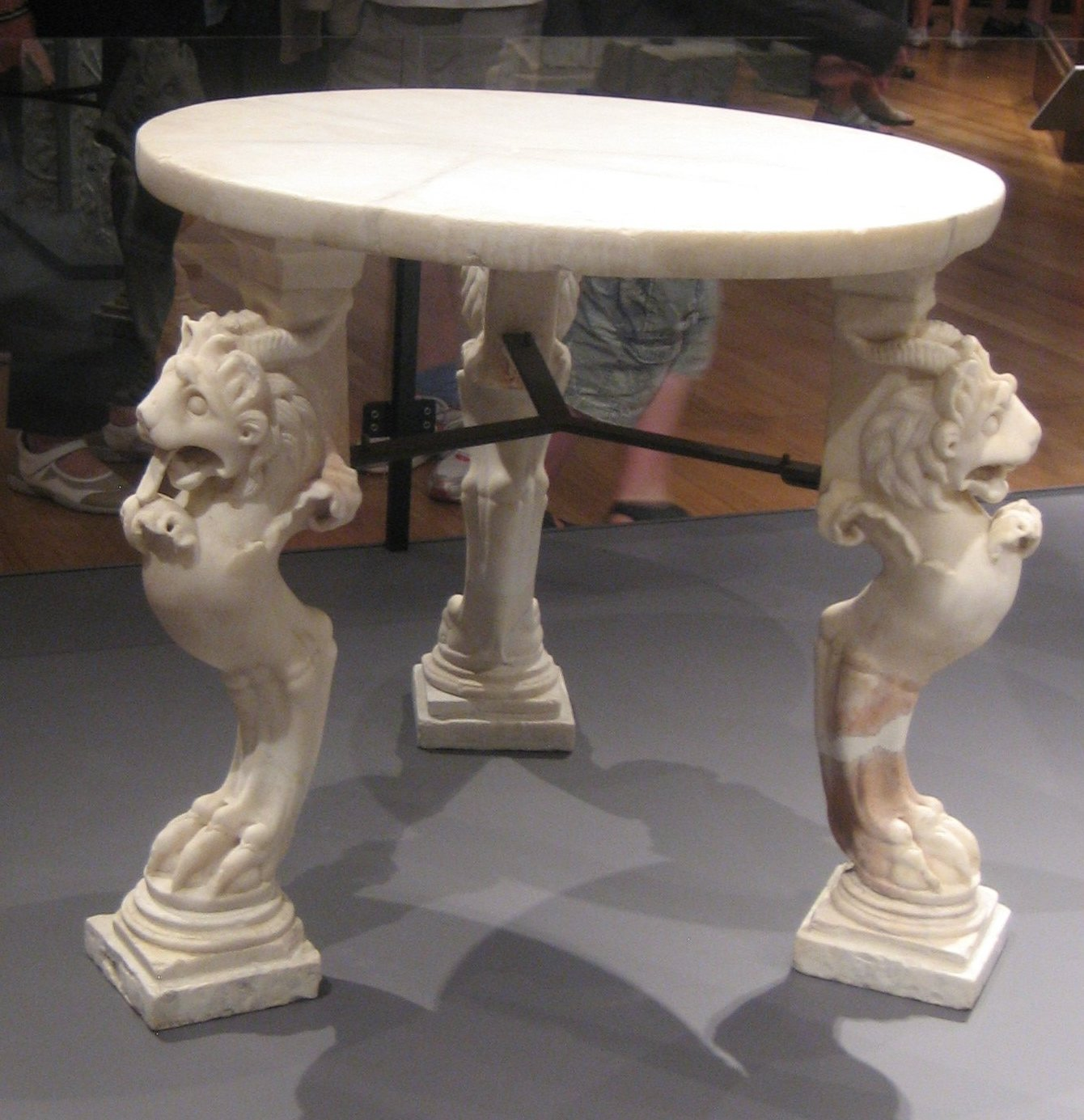
Mesa de mármol de Pompeya con tres patas o trapezòfors en forma de leones con una sola garra

Entre las tablas que usaban los romanos estaba el abacus y la mensa, que se distinguen claramente en los textos latinos. La palabra abacus designaría más bien las tablas de tipo utilitario, para trabajar, como las tablas de zapatero o las que se usaban para amasar los alimentos, pero también otras de tipo más ostentosa, como los escaparates donde se mostraba la vajilla de plata. Por otra parte, estaba la mesa baja, de tres pies, de tipo ornamental, un ejemplo de las cuales era la mensa Delphic, que sale representada a menudo cerca de los cauces de los triclinios a las pinturas romanas. Esta mesa a modo de trípode está formada por un tablero redondo aguantado por tres pies menudo muy ornamentados, llamados trapezòfors. A Herculano se encontraron varios ejemplares de mensae de madera.

## Restos del mobiliario romano
La fuente más importante en cuanto a muebles de madera del período romano es la colección de mobiliario carbonizado procedente de Herculano. Aunque la erupción del Vesubio del año 79 d. C. fue tremendamente destructiva para la región, la abrasadora masa de cenizas volcánicas, lapilli y barro que cubrió la ciudad de Herculano terminó conservando los muebles, estantes, puertas y ventanas de madera en forma carbonizada. Sin embargo, su preservación no está garantizada, ya que muchas de las piezas se conservan in situ en las casas y tiendas originarias, tapadas parcialmente con vidrio o completamente al aire libre y al alcance de las inclemencias meteorológicas y la mano del hombre. Al principio de las excavaciones arqueológicas, una buena parte del mobiliario se conservó con cera de parafina mezclada con polvo de carbón, que protege la madera pero oscurece detalles importantes como los ornamentos y las bisagras. Actualmente es imposible retirar esta capa de cera sin dañar el mueble. Se encontraron varios ejemplares de mobiliario lígneo con incrustaciones óseas y metálicas.
En las tiendas y en las cocinas de los yacimientos sepultados por el Vesubio se encontraron estanterías y estantes de madera, y hay una casa con elaborados tabiques de madera que dividen las habitaciones.[cita requerida]

Galería de mobiliario
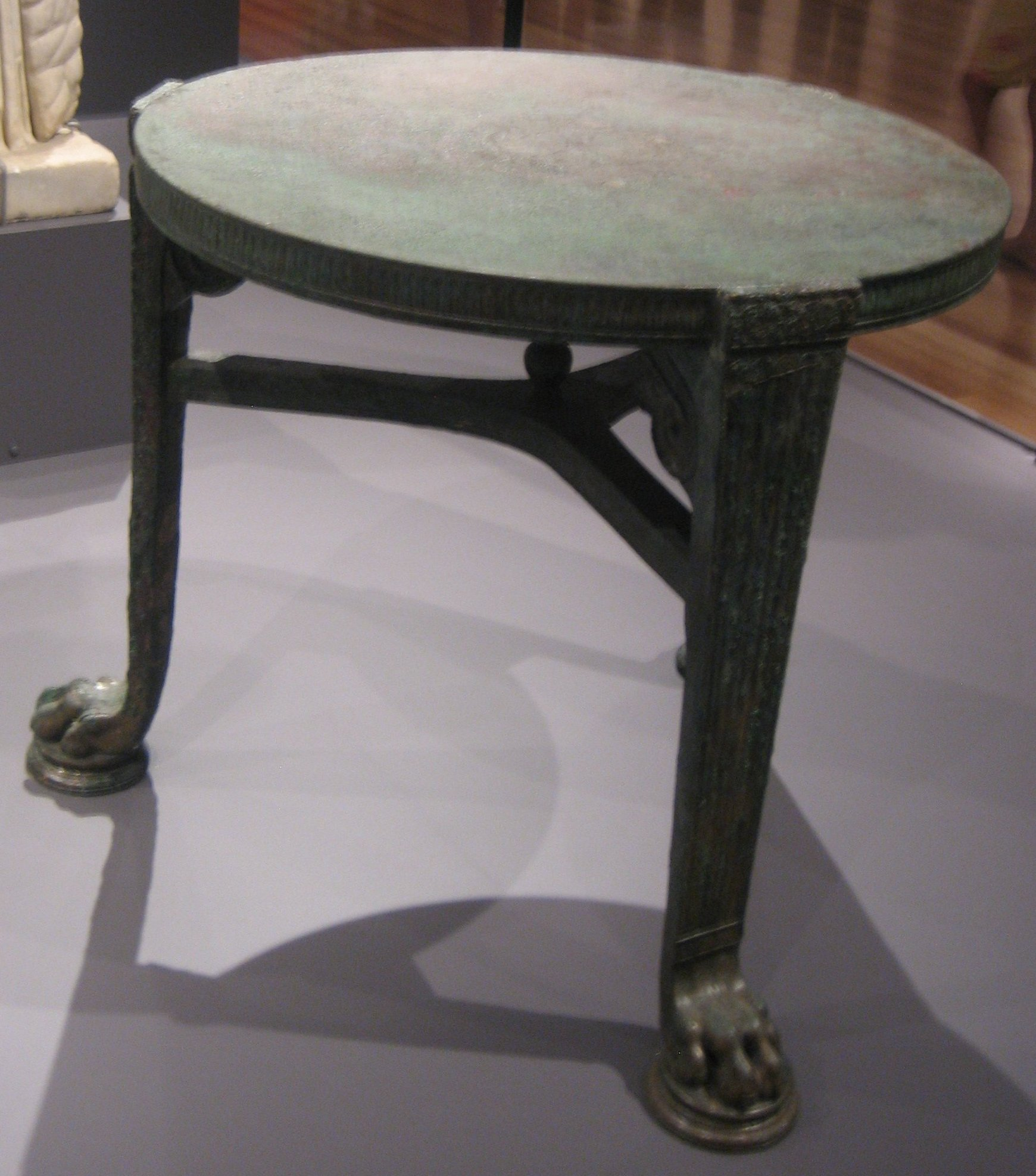
Tabla de bronce procedente de Pompeya
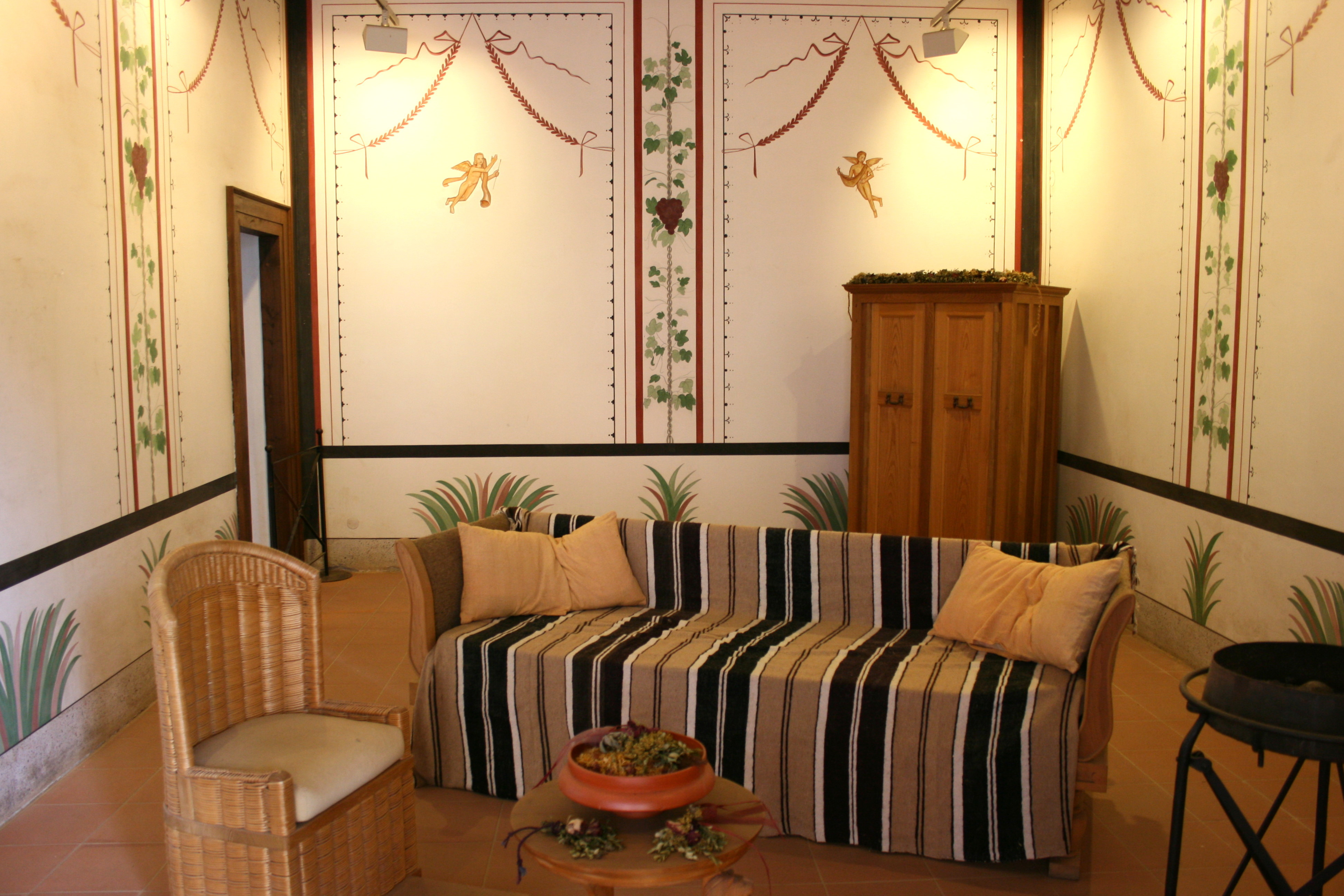
Reconstrucción de un triclinio (parque arqueológico de Xanten)
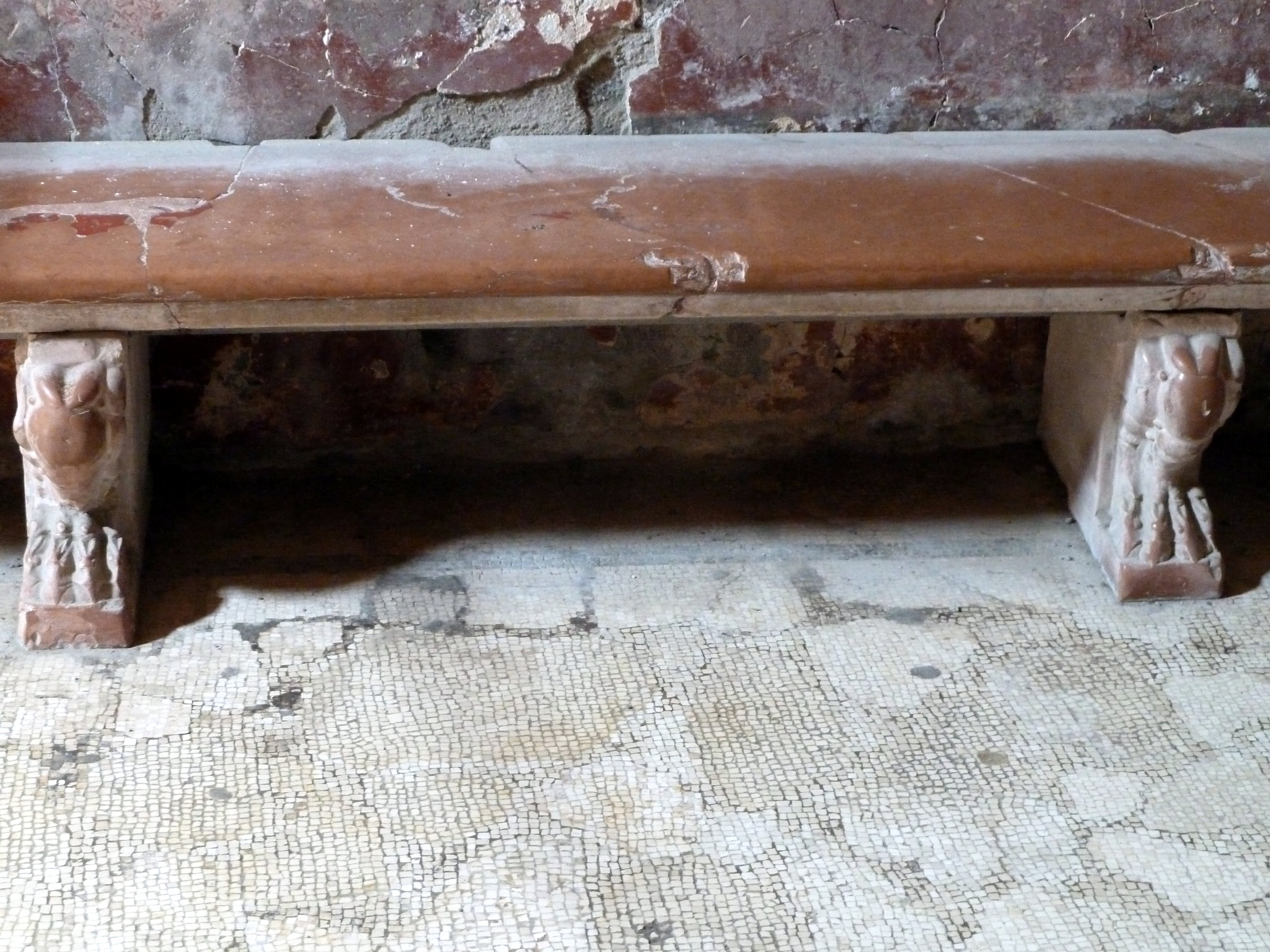
Banco del caldarium de las termas femeninas de Herculano
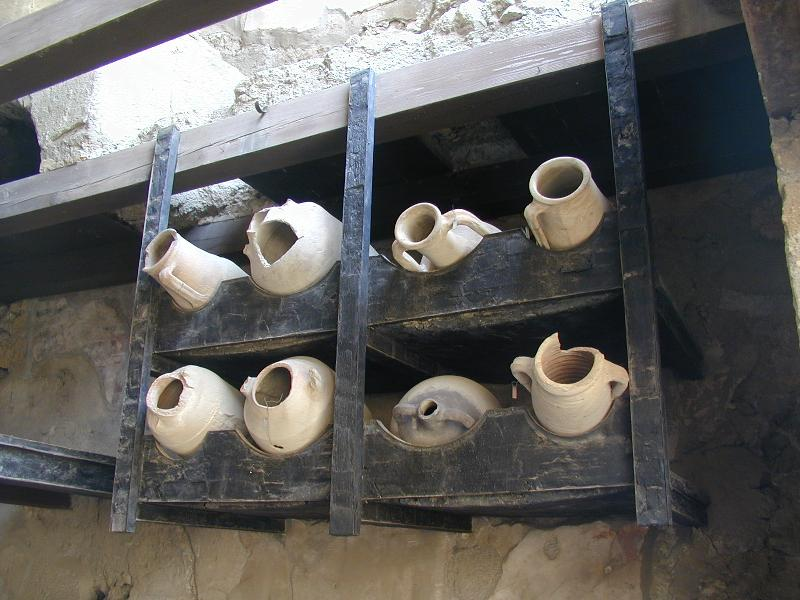
Estantes para ánforas en la tienda de la Casa de Neptuno y Anfitrite (Herculano)
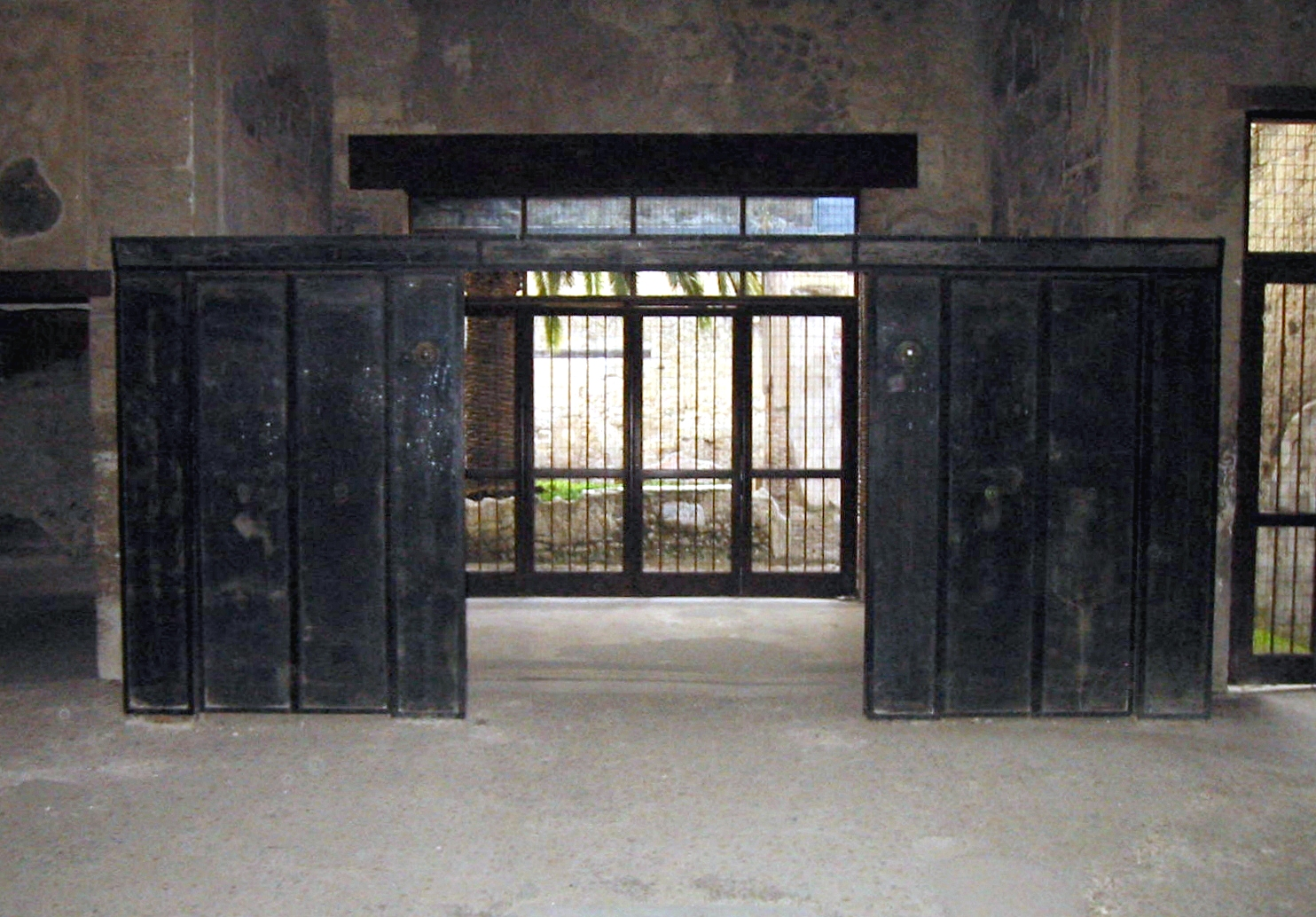
Panel divisorio de la Casa del Tabique de Madera, en Herculano
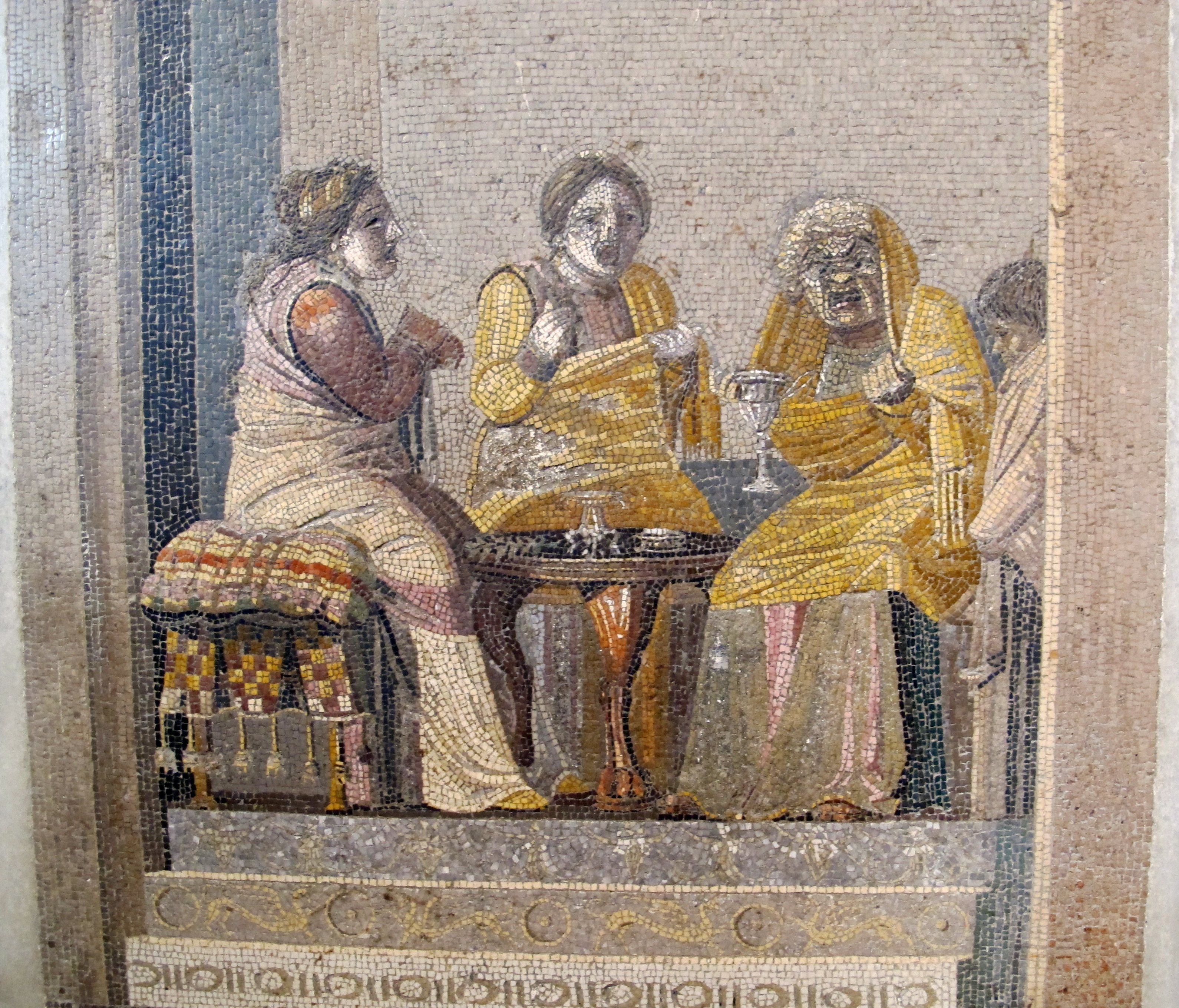
Mosaico de Pompeya con una escena de comedia protagonizada por dos mujeres que consultan una hechicera (Museo Arqueológico Nacional de Nápoles)
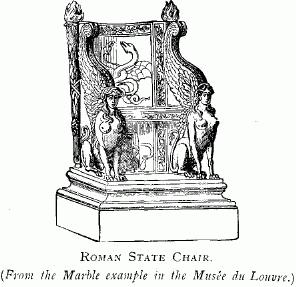
Trono romano de lados sólidos (grabado de la Historia del mueble, 1893, de Frederick Litchfield)
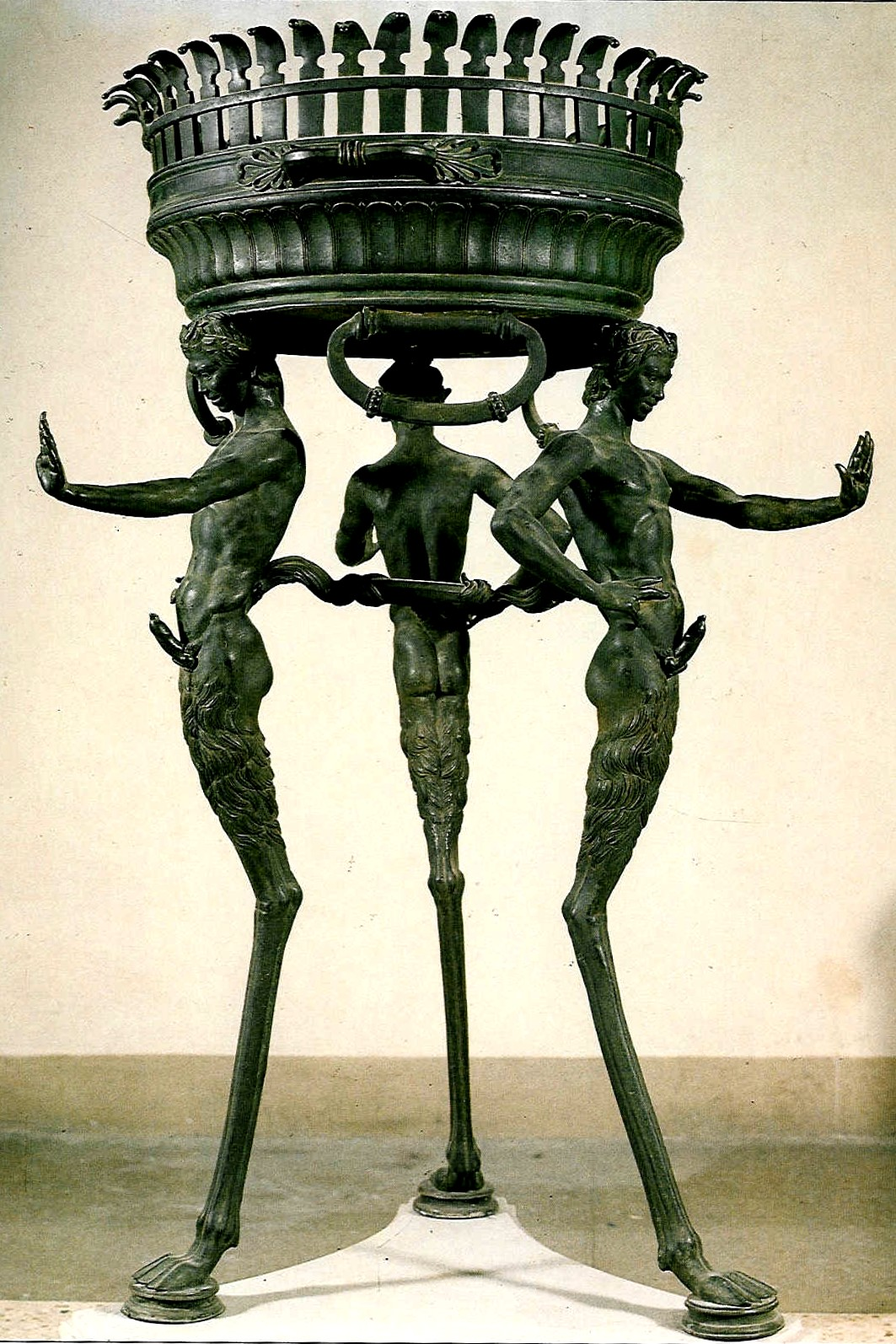
Brasero de metal con sátiros de Pompeya (Museo Arqueológico Nacional de Nápoles)
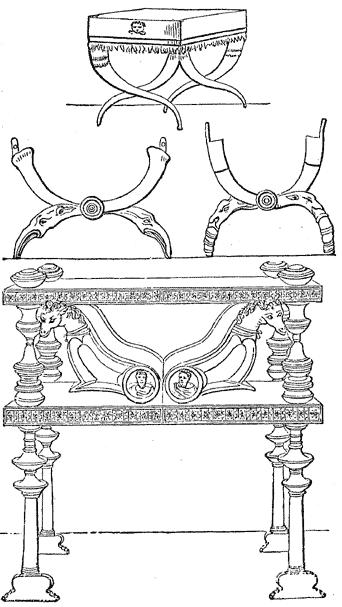
Silla curul (A Dictionary of Greek and Roman Antiquities, Londres, 1870, p. 1015)